# Merops
A Merops a madarak osztályának szalakótaalakúak (Coraciiformes) rendjébe és a gyurgyalagfélék (Meropidae) családjába tartozó nem.

## Rendszerezésük
A nemet Carl von Linné svéd természettudós írta le 1758-ban, az alábbi fajok tartoznak ide:
- vöröstorkú gyurgyalag (Merops bulocki)
- fehérfejű gyurgyalag (Merops bullockoides)
- feketefejű gyurgyalag (Merops breweri)
- Böhm-gyurgyalag (Merops boehmi)
- bársonyos gyurgyalag (Merops gularis)
- Merops mentalis[1][3] vagy Merops muelleri mentalis[2]
- zafírgyurgyalag (Merops muelleri)
- törpegyurgyalag (Merops pusillus)
- kékmellű gyurgyalag (Merops variegatus)
- fecskefarkú gyurgyalag (Merops hirundineus)
- hegyi gyurgyalag (Merops oreobates)
- szomáli gyurgyalag (Merops revoilii)
- fehértorkú gyurgyalag (Merops albicollis)
- rózsáshasú gyurgyalag (Merops malimbicus)
- kármin gyurgyalag  (Merops nubicus[1] vagy Merops nubicus nubicus[2])
- kármintorkú gyurgyalag (Merops nubicoides[1] vagy Merops nubicus nubicoides[2])
- smaragdgyurgyalag (Merops orientalis)
- Merops viridissimus[4][5]  vagy Merops orientalis viridissimus[2]
- arab gyurgyalag (Merops cyanophrys)[2]
- barnafejű gyurgyalag (Merops leschenaulti)
- kéktorkú gyurgyalag (Merops viridis)
- gyurgyalag (Merops apiaster)
- feketefarkú gyurgyalag vagy szivárványgyurgyalag (Merops ornatus)
- kékfarkú gyurgyalag (Merops philippinus)
- zöld gyurgyalag (Merops persicus)
- Merops superciliosus

## Előfordulásuk
Európa, Ázsia és Afrika területén honosak. Természetes élőhelyeik a mérsékelt övi erdők, szubtrópusi és trópusi erdők, szavannák és cserjések, valamint emberi környezet. Állandó, nem vonuló fajok.

## Megjelenésük
Testhosszuk 16-31 centiméter közötti.

## Életmódjuk
Rovarokkal táplálkoznak.